# Paragordius tricuspidatus
Paragordius tricuspidatus es un parásito del grillo de bosque (Nemobius sylvestris) y es conocido por manipular el comportamiento de su hospedador. Este último lo adquiere por ingestión accidental de los huevos, que se encuentran normalmente en los bordes del agua de las zonas frecuentadas por los grillos.
En su estado larval el gusano es microscópico al nacer, y luego crece hasta a medir entre 10 y 15 cm dentro de su huésped. 
Tras la ingestión, el gusano se alimenta de su hospedante y llena la cavidad del grillo hasta la maduración. Llegado este momento es cuando el gusano parásito está listo para salir al agua y completar su ciclo de vida, maximizando su éxito reproductivo. El gusano induce un comportamiento peculiar en su hospedador, lo que hace que se introduzca al agua. El gusano parásito es expulsado del grillo que, a menudo, perece. En caso de que un depredador se aproveche del grillo (como un pez o una rana) el gusano tiene la capacidad, no sólo de escapar del cuerpo del hospedador, sino también del sistema de digestión del depredador. El gusano emerge ileso del depredador y sigue su vida normalmente.